# Ла Роза (Бриндизи)
Ла Роза (итал. La Rosa) је насеље у Италији у округу Бриндизи, региону Апулија.
Према процени из 2011. у насељу је живело 1313 становника. Насеље се налази на надморској висини од 23 м.